# Ospedale di San Giovanni (Bruges)
L'Ospedale di San Giovanni, in neerlandese Sint-Janshospitaal è un sito storico, oggi museo, di Bruges, in Belgio.
L'antico ospedale venne fondato intorno al 1150 e rappresenta, quindi, una delle più antiche istituzioni della salute in Europa. Rimasto in servizio fino al 1977, venne poi trasformato nell'Hans Memlingmuseum, contenente alcune importanti opere dell'artista Hans Memling.
L'ospedale è utilizzato anche come sede espositiva per mostre temporanee e come centro congressi.

## Storia e descrizione

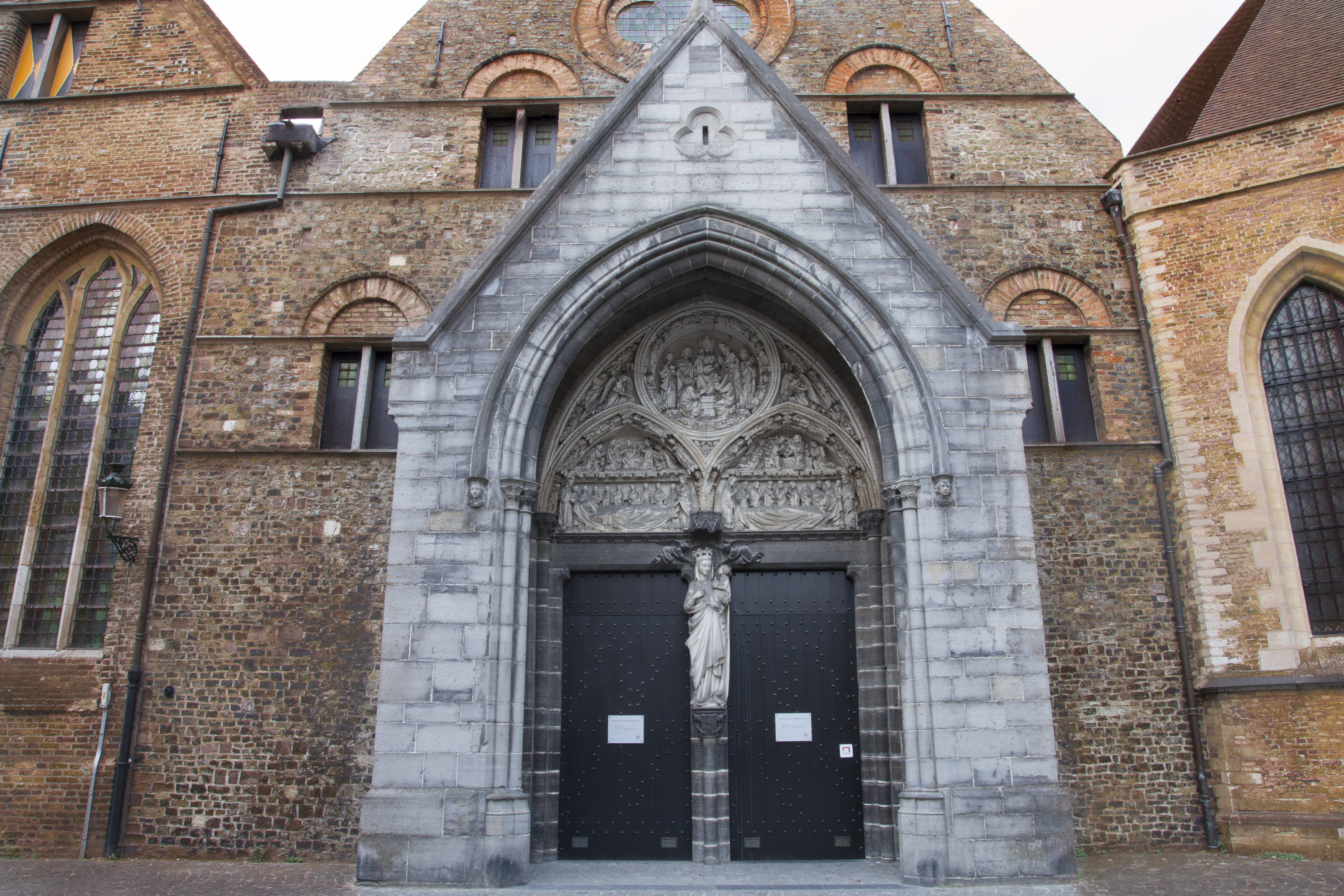
Il portale del 1270.

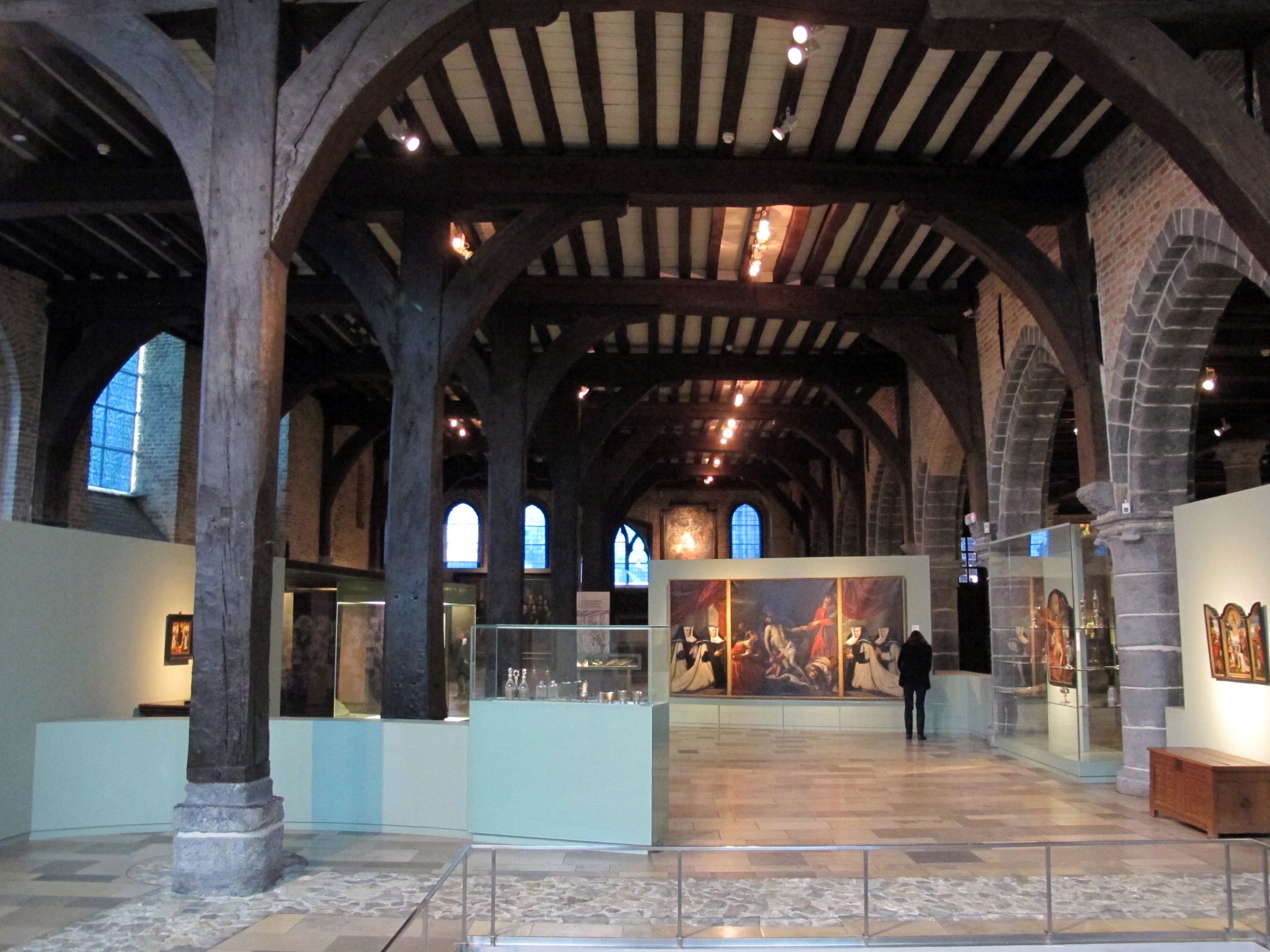
L'antica sala dei malati, oggi museo.

L'Ospedale venne fondato intorno al 1150, come confermato da scatti archeologici, lungo la Mariastraat, la principale via della città, accesso da Gent e Kortrijk e a pochi passi dalla chiesa di Nostra Signora. 
Tuttavia il primo documento che lo menziona è il regolamento dei frati-inservienti risalente al 1188.
La grande sala dei malati venne costruita intorno al 1200, principalmente in pietra Tournai, e verso il 1320 fu aggiunto il monastero, poi trasformato nel XVII secolo in farmacia. L'istituzione ospitaliera crebbe nel medioevo occupandosi sia degli ammalati che dei pellegrini. Gli edifici vennero regolarmente ampliati nei secoli successivi, ricostruiti e rinnovati. La chiesa risale al XV secolo e incorpora un portale del 1270 con i rilievi della Morte e Incoronazione della Vergine e Cristo giudice. La chiesa fu completata nel XVI secolo con una cappella dedicata a san Cornelio. Nel 1544 venne costruito il convento delle monache, infatti dalla fine del XVI secolo l'ospedale venne gestito dalle sorelle agostiniane, la cui badessa era nominata dal Consiglio cittadino.
L'ospedale restò in funzione fino al 1977, quando venne trasformato nell'attuale museo.

## Memling Museum

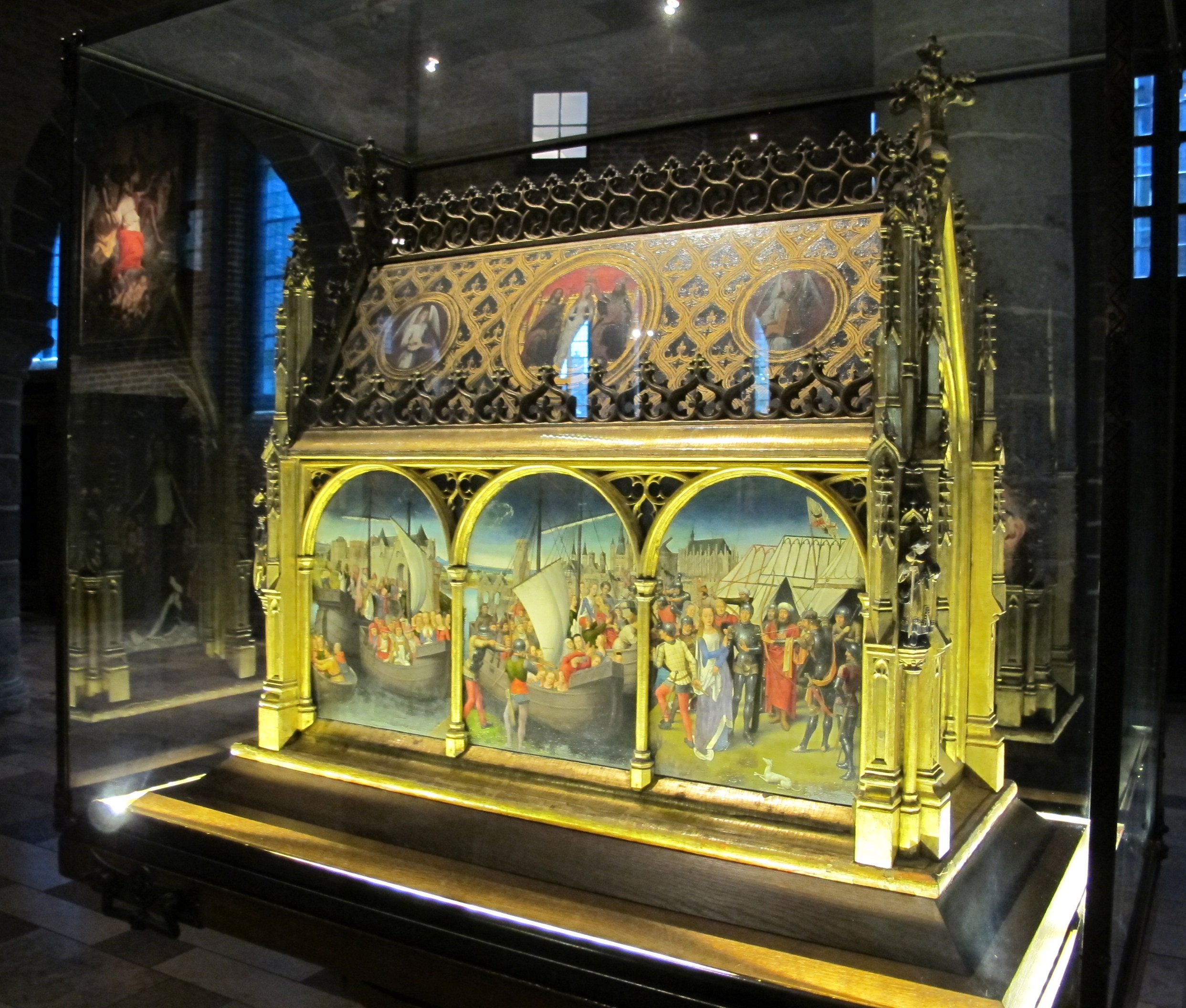
Il Reliquiario di sant'Orsola

Oggi il museo ospita varie opere legate alla storia dell'ospedale, inoltre, attorno ad alcuni capolavori eseguiti appositamente per l'ospedale, vennero raccolte alcune opere di Hans Memling, l'artista caposcuola in città, trasferitovisi nel 1465. 
Tra di esse spiccano:
- Trittico del matrimonio mistico di santa Caterina d'Alessandria, pala d'altare ancora nella cappella dell'ospedale, 1474-79;
- Reliquiario di sant'Orsola, capolavoro dell'arte fiamminga, già contenente le ossa di sant'Orsola, 1489;
- Trittico Floreins o Trittico dell'Adorazione dei Magi, 1479;
- Trittico della Deposizione, o di Adriaan Reins, 1480;
- Dittico di Maarten Nieuwenhove, 1487;
- Sibylla Sambetha,presunto ritratto di Maria Moreel, 1480.

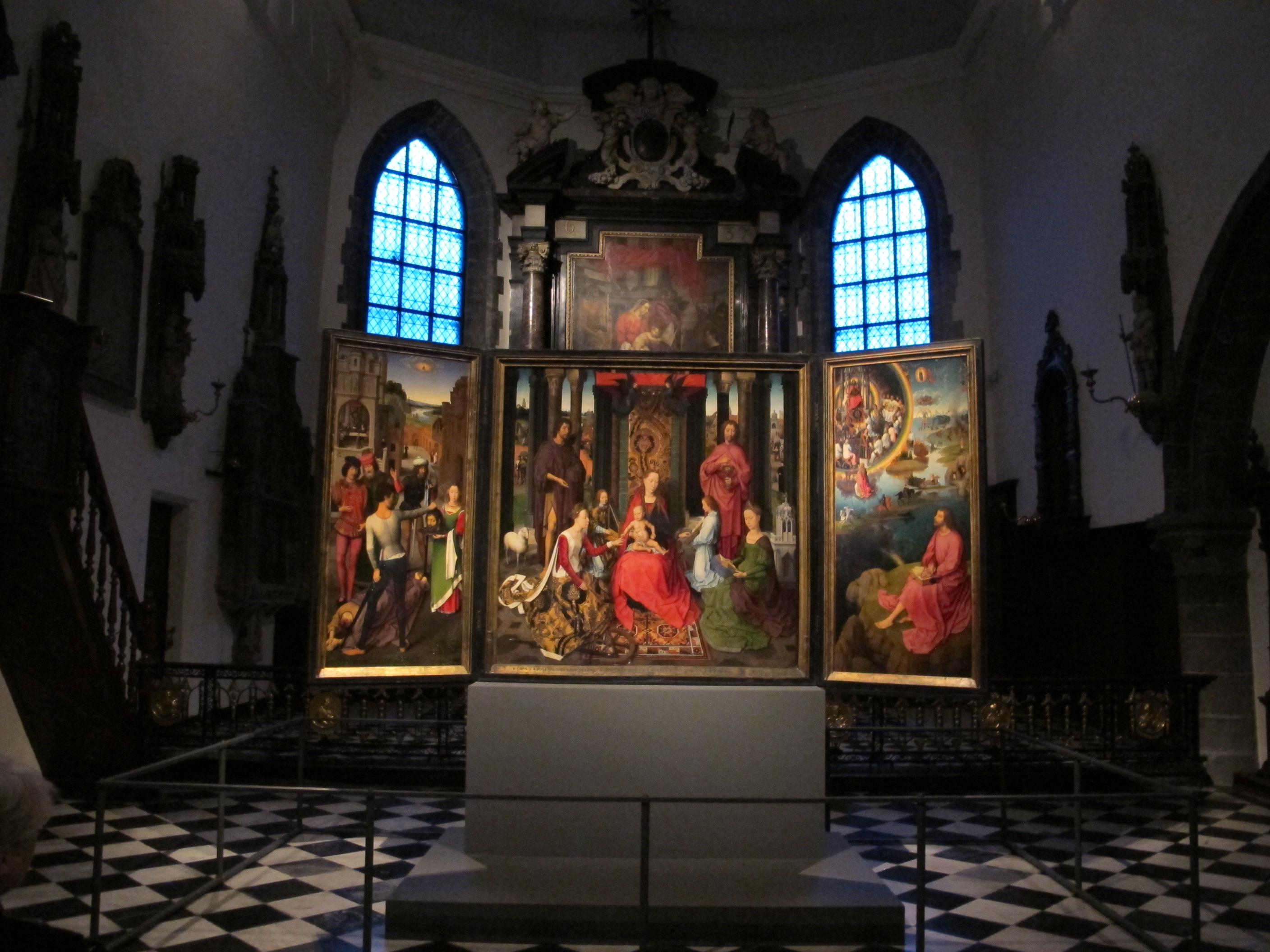
Trittico del Matrimonio mistico di santa Caterina.
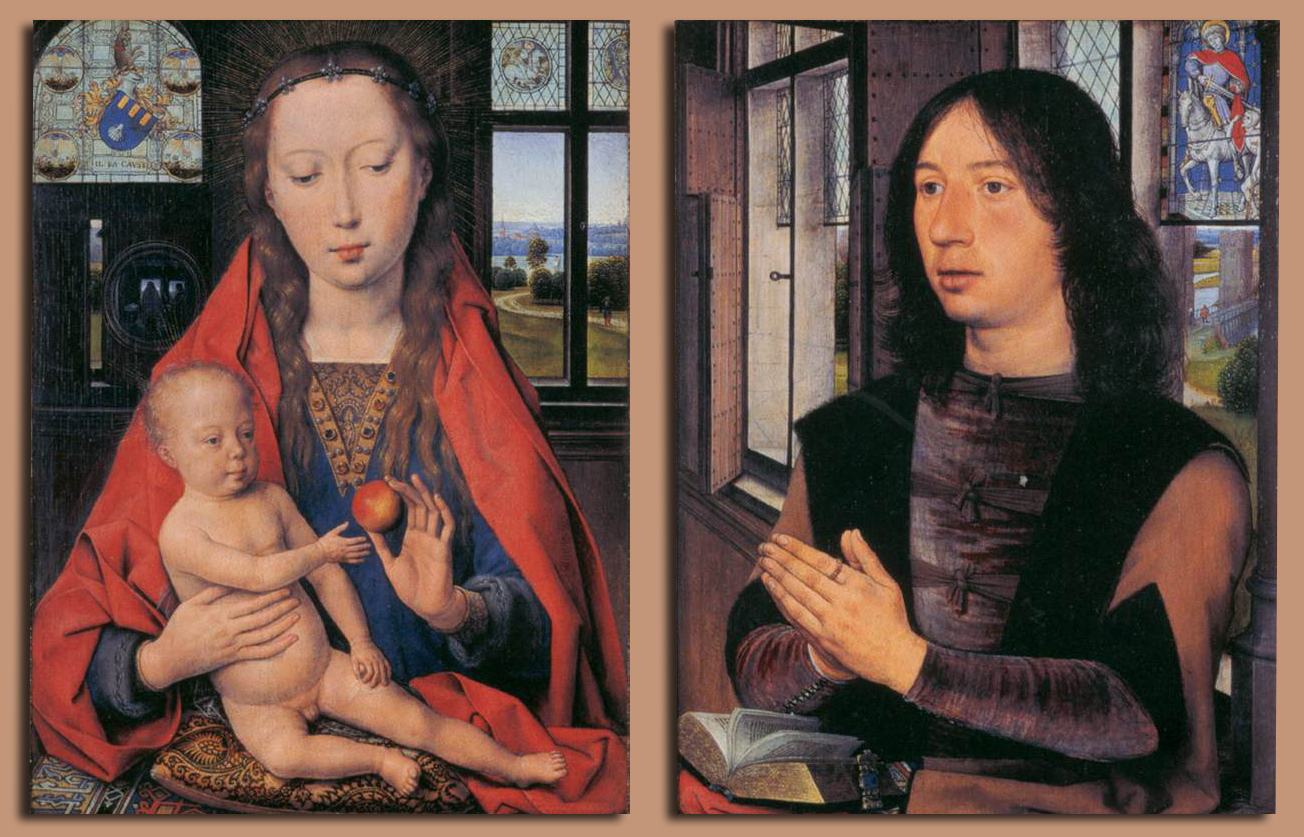
Dittico di Maarten Nieuwenhove
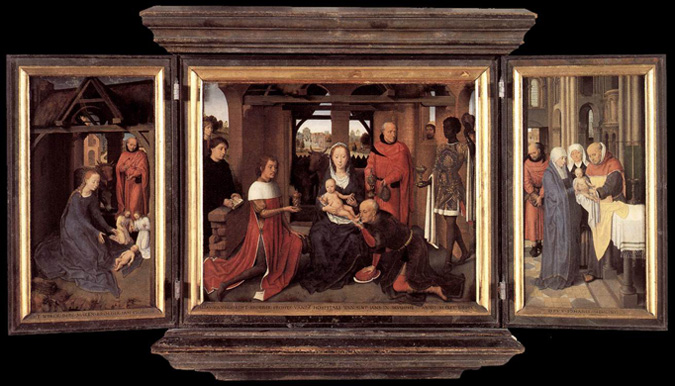
Trittico Jan Floreins o Trittico dell'Adorazione dei Magi
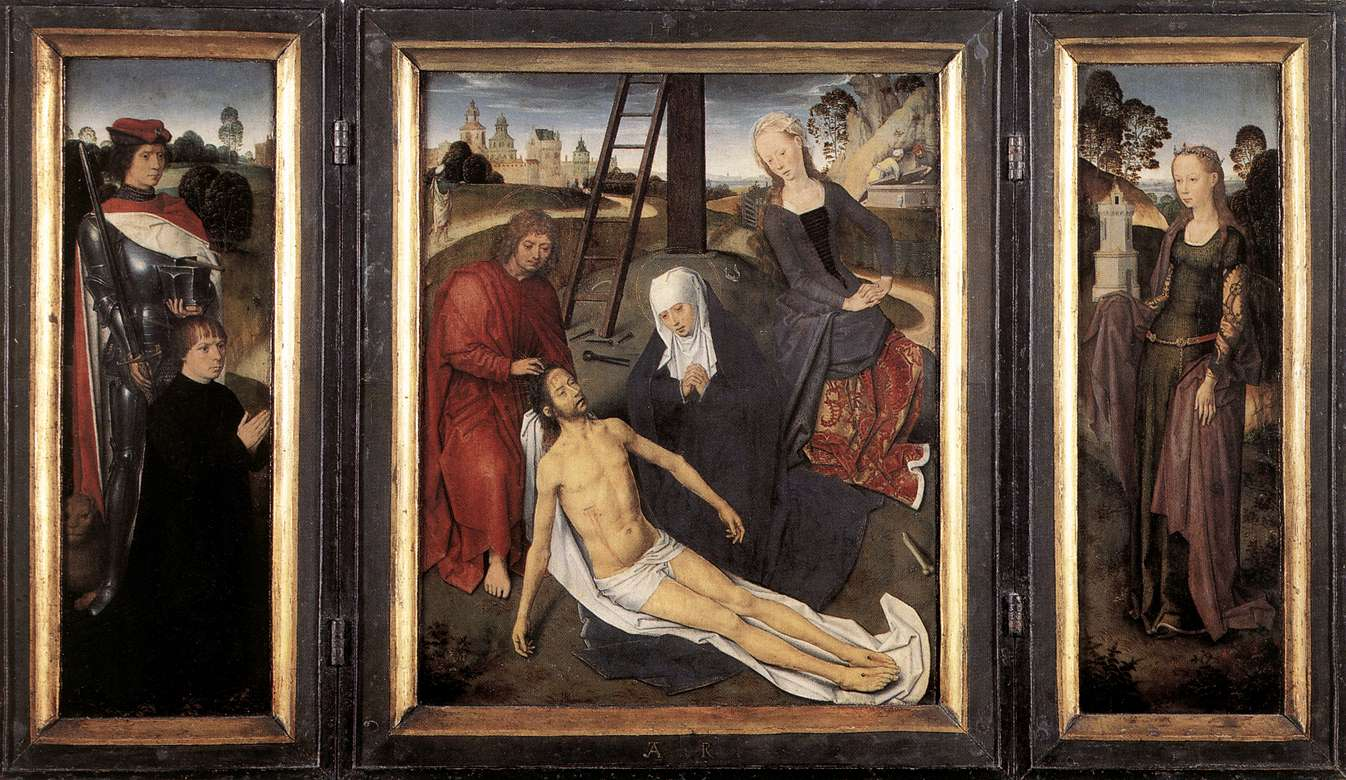
Trittico della Deposizione
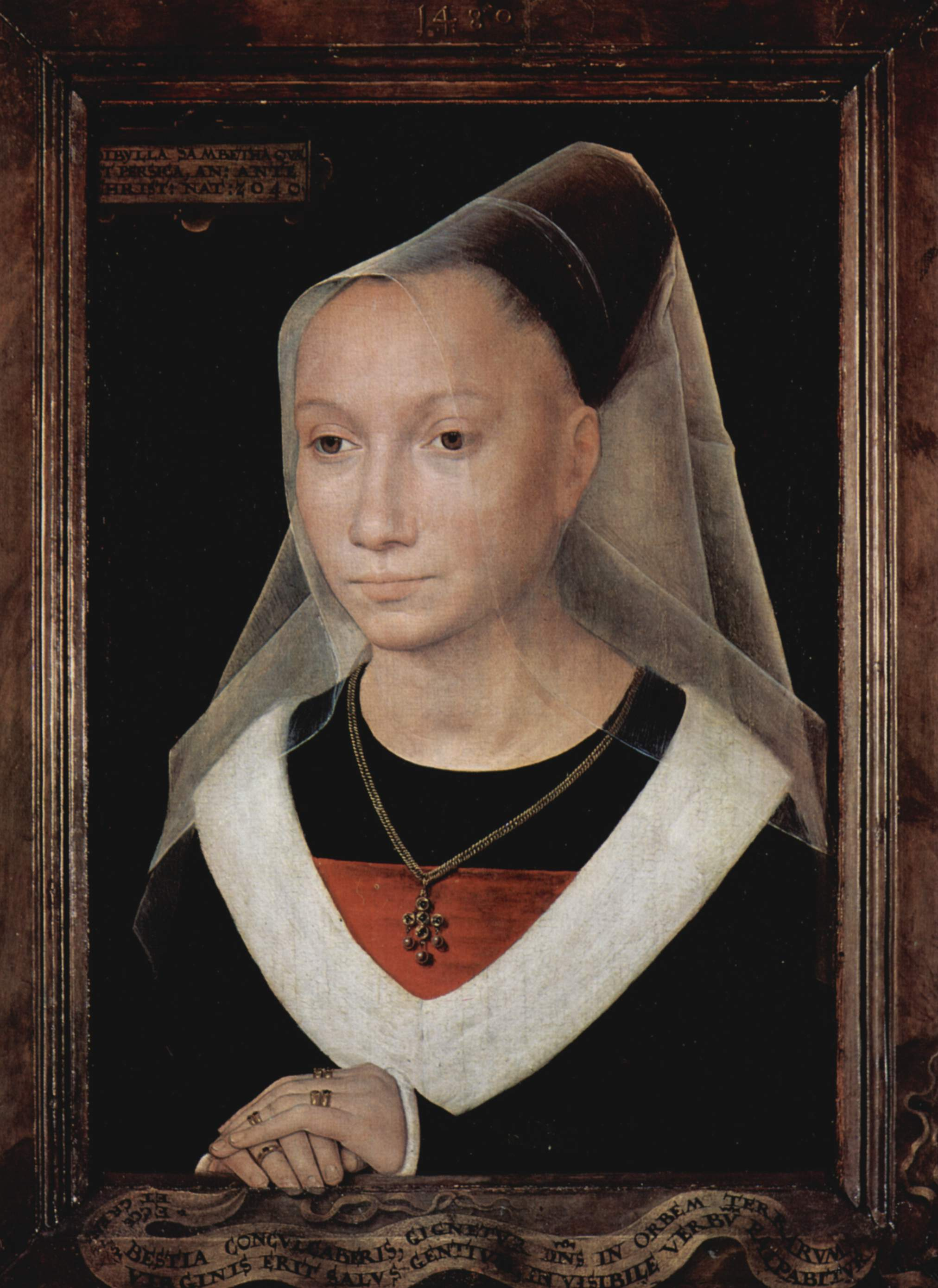
Sibilla Sambeta